# Lagoa do Itaenga
Lagoa do Itaenga est une municipalité brésilienne située dans l'État du Pernambouc.